# 林天强
林天强（Taylor Lin，1970年—），中国当代导演和艺术家，对城市规划和电影理论亦有研究，任中国电影家协会会员，中国电视艺术家协会会员和北京大学MBA艺术资本协会会长。从事文化创意产业和电影艺术创作，曾担任北京798艺术区总规划师暨艺术总监，并先后毕业于清华大学、北京大学和北京电影学院。获中国金鸡百花电影节“观众最喜欢短片奖”和北京国际微电影节“组委会特别奖”及“最佳原创音乐奖”。

## 经历

### 读书创业
林天强生于四川省峨眉山市，1988年，从四川乐山一中参加高考，以乐山地区理科“状元”的身份进入清华大学电子工程系。后又考入北京大学光华管理学院攻读工商管理硕士。博士阶段就读于北京电影学院，在求学期间，他以互联网电影项目成为央视创业栏目《赢在中国》的选手，也加入了再造798的创业。

### 文化创意产业
林天强从事文化创意产业，以798艺术区为实验基地，提出了798共识和798生活方式，他撰文呼吁将798艺术区建设成为文化艺术的特区。此外，他还担任深圳深圳文化产权交易所首席顾问。
他认为城市设计必须植根于文化，房地产开发者必须去研究每一个地域的人文历史、地脉、天脉、人脉，才能做出符合地脉、天脉、人脉的楼群、居所和街区。

### 影视与艺术创作
林天强亦曾提出“新电影”概念和“完全导演论”，指出中国电影业正在进入一个转型期。在大电影观视角下的新电影，以电影为龙头，聚合了电影、电视、动漫、戏剧、音乐、舞蹈、游戏等形态，是一种基于视听幻觉的虚拟仿真体验，在实践中形成了多类别、多层次的视听体验娱乐市场，院线、电视频道、PC终端和移动互联网终端只是新电影的播出渠道。他参与网络电影的探索和实践，在2006年提出“将电影与网络结合，在网络上播放新电影，将成为一种新的产业。”此外，他也参与微电影和互联网电影的制作。
他曾为话剧《海天间的远航》的主题曲填词，也写旧体诗词。他也从事雕塑创作，作品应邀参展于上海世博会，在798艺术区和清华大学等地都有他创作的公共艺术作品，他的雕塑作品上拍曾经创造拍卖纪录。

## 作品

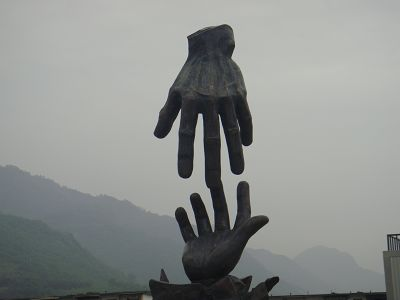
雕塑：大爱永生

作品包括：《大爱永生》，《携手》，《对话》，《天下第一街》，《国家公诉》，《清华三章》，《海天间的远航》，《爱情是一根末梢在痛》，《手牵着手儿去远航》，《钻石璀璨，锈蚀斑驳》，《商战演兵》，《798共识与798生活方式》，《文化创意与产业升级》，《从制片人中心制，电影作者论到完全导演论》等等。 